# Dendrocerus propodealis
Dendrocerus propodealis är en stekelart som beskrevs av Paul Dessart 1973. Dendrocerus propodealis ingår i släktet Dendrocerus och familjen trefåresteklar. Inga underarter finns listade i Catalogue of Life.